# Чувашская митрополия
Чува́шская митропо́лия (чув. Чăваш митрополийĕ) — митрополия Русской православной церкви, образованная в пределах Чувашии. Включает в себя Чебоксарскую, Алатырскую и Канашскую епархии.
Создана постановлением Священного синода 4 октября 2012 года.

## Митрополиты
- 4 октября 2012 — 1 июня 2020 — Варнава (Кедров)
- c 25 августа 2020 — Савватий (Антонов)

## Епархии

### Алатырская епархия
Территория: Алатырский, Батыревский, Ибресинский, Порецкий и Шемуршинский муниципальные округа Чувашской Республики.
Правящий архиерей — епископ Феодосий (Шитов) (с 16 июня 2024)

### Канашская епархия
Территория: Канашский, Козловский, Комсомольский, Красноармейский, Урмарский, Яльчикский, Янтиковский муниципальные округа Чувашской Республики.
Правящий архиерей — епископ Стефан (Гордеев) (с 4 октября 2012)

### Чебоксарская епархия
Территория: Чебоксарский, Аликовский, Вурнарский, Красночетайский, Марпосадский, Моргаушский, Цивильский, Шумерлинский и Ядринский муниципальные округа Чувашской республики.
Правящий архиерей — митрополит Савватий (Антонов) (c 25 августа 2020)